# Филумен Хасапис
Архимандрит Филумен Хасапис или Филуме́н Киприот је био настојатељ манастира Јаковљевог кладенца, гдје је и мученички скончао 16/ 29. новембра 1979. године. Био је архимандрит Јерусалимске православне цркве, игуман грчког православног манастира на Јаковљевом бунарцу у Наблусу (Сихем), у Самарији, на западној обали реке Јордан.
Канонизован је од стране Јерусалимске цркве 11. септембра 2009. године као свештеномученик. Помен се врши на дан мучеништва – 16/19. новембра.

## Биографија
Рођен 1913. на Кипру. Његови родитељи су дошли из села Орунда у региону Морфу, недалеко од Никозије. Звали су се Ђорђе и Магдалена Хасапис, били су побожни и имали тринаесторо деце.
Године 1927. заједно са братом близанцем Александром постаје искушеник у манастиру Ставровуни. Године 1934. преселио се у Јерусалим, почео да учи у гимназији Јерусалимске православне цркве. Године 1937. примио је монашки постриг са именом Филумен, а 5. септембра исте године рукоположен је у јерођакона. После дипломирања 1939. године Филумен је вршио разна послушања у Јерусалимској Патријаршији, а неко време је живео и у лаври Саве Освећеног. Филумен је 1. новембра 1944. године хиротонисан у јеромонаха. Био је игуман више храмова и манастира у Јерусалиму, Јафи, Рамали.
Дана 8. маја 1979. године постављен је за игумана манастира на Јаковљевом бунару у Самарији. Убрзо након његовог именовања, група јеврејских фанатика захтевала је да уклони крстове и иконе са Јаковљевог бунара, рекавши да их хришћански симболи спречавају да се моле на овом светом месту. Архимандрит Филумен је то одбио, подсећајући да је Јаковљев бунар стотинама година био и остао православна светиња. У одговору је изражена претња да ако архимандрит не напусти ово место, онда треба да се припреми за најгоре. Узвикујући псовке и претње хришћанима, Јевреји су отишли.
Дана 29. новембра 1979. године, током служења Вечерње службе на празник светог апостола Матеја у његовом манастиру, убио га је јеврејски фанатик Ашер Раби. Убице су упале у манастир. Оцу Филумену су секиром нанијели двије крстообразне ране на лицу, ископали му очи и одсјекли три прста десне руке. Међутим, убиство кротког свештенослужитеља није им било довољно, оскрнавили су цркву, посекли распеће, побацали и оскрнавили свете сасуде и учинили друга богохулна дјела.
Убицу је три године касније ухапсио монах манастира код Јаковљевог бунара док је поново покушавао да уђе у манастир. Након предаје израелској полицији, Ашер Раби је признао убиство архимандрита Филумена, као и неколико других убистава и покушаја убистава мотивисаних верском мржњом.
Тело архимандрита Филумена сахрањено је на гробљу братства Светог Гроба на гори Сион.
Дана 30. новембра 1983, тадашњи поглавар Јерусалимске цркве, патријарх Диодор, у пратњи епископа, архимандрита, свештенства и монаха открио је мошти архимандрита Филумена. Његов ковчег је извађен из гроба на гробљу Братства гроба Господњег на гори Сион. Остаци оца Фулумена били су нетрулежни. Умивени су, прекривени новим покровом и положени у храм Свете Тројице при грчкој богословији на Сиону, гдје су боравили неколико мјесеци, а затим су поново сахрањени на Новом сионском гробљу. 8. јануара 1985. године, мошти светог Филумена поново су извађене из гроба и положене у гробницу храма Свете Тројице на Сиону.
Дана 29. августа 2008, уочи освећења дограђеног храма свете Фотине Самарјанке у грчком манастиру над Јаковљевим кладенцем у Самарији, мошти су свечано пренијете у Сихем.